# Журавльов Дмитро Михайлович
Дмитро Михайлович Журавльо́в (10 жовтня 1926, Макарово — 7 березня 1988, Ялта) — український радянський скульптор; член Спілки радянських художників України.

## Біографія
Народився 10 жовтня 1926 року в селі Макаровому Шелаболіхинського району (нині Алтайський край, Російська Федерація). Брав участь у німецько-радянській війні.
Протягом 1952—1958 років навчався у Львівському інституті прикладного та декоративного мистецтва у Миколи Рябініна, Івана Севери. Дипломна робота — скульптура «Образ сучасного робітника» (керівник Михайло Бєляєв, оцінка — добре). Одночасно упродовж 1953—1958 років виконував скульптурні роботи для вистав Львівського театру ляльок.
Мешкав у Ялті в будинку на вулиці Київській, № 44, квартира № 3. Помер у Ялті 7 березня 1988 року.

## Творчість
Працював у галузях станкової і декоративної скульптури. Серед робіт:
станкові скульптури
- «Лісова пісня» (1960, Будинок-музей Петра Павленка, Ялта);
- «Сліпа» (1961, гіпс тонований, дерево);
- «Юність» (1962);
- «Схід сонця» (1963, пластмаса; Сімферопольський художній музей[2]);
- «Води Дніпра дійшли до Криму» (1964, гіпс тонований);
- «Тавр» (1967, штучний камінь);
- «Робітник» (1967);
- «Ланкова» (1968, дерево);
- «Орач 20-х років» (1970, шамот);

портрети
- Антона Чехова (1960, гіпс тонований);
- Володимира Леніна (1962, штучний камінь);
- старого більшовика Шарапова (1964, гіпс);
- Лесі Українки (1970, діорит).

монументальні роботи
композиції
- «Промисловість», «Сільське господарство» (1960, діорит; санаторій «Росія», Ялта);
- «Дівчина з чайкою» (1964, штучний камінь; Алупка);

пам'ятники
- Льву Толстому (1971, діорит; санаторій «Ясна Поляна», Ялта);
- на честь визволення села Новгородківки (1975, штучний камінь; Мелітопольський район Запорізької області);
- погруддя Григорія Орджонікідзе (1972, діорит; Феодосія).

Брав участь у республіканських виставках з 1960 року.